# Kazka
KAZKA (от укр. казка — сказка) — украинская музыкальная группа, исполняющая поп с элементами электро-фолка. С момента создания в 2017 году вокалистка Александра Зарицкая, свирельщик Дмитрий Мазуряк и мультиинструменталист Никита Будаш уже успели стать «украинской сенсацией», «феноменом», «Прорывом года» по версии музыкальной премии M1 Music Awards, а также первой украиноязычной группой, попавшей во всемирный чарт SHAZAM и рекордсменом среди украинских артистов в YouTube. Песни группы возглавляли музыкальные рейтинги во многих странах, среди которых Украина, Латвия, Россия, Болгария, Армения, Казахстан, Узбекистан, Белоруссия, Колумбия и т. д.
Продюсированием и менеджментом группы занимается Юрий Никитин и компания «mamamusic».
Успех группе принесла песня «Плакала», побившая сразу несколько музыкальных рекордов на постсоветском пространстве.

## История

### «Свята»
Впервые группа «KAZKA» заявила о себе 1 марта 2017 релизом песни «Свята», он сразу стал хитом и покорил радиостанции Украины. Именно на эту песню был снят дебютный клип группы. Режиссёром видео стал Сергей Ткаченко. Клип «Свята» — это минималистская работа в красных оттенках. Только участники группы такие как они есть. Дополняют мистическую картину древнеславянские символы (Даждьбог, Звезда Лады-Богородицы, Зерван, Коляда, Звезда Хереста, Билобог и другие). В момент создания группы состояла из вокалистки Александры Зарицкой и мультиинструменталиста Никиты Будаша (гитара, клавиши), который также работает над аранжировкой и звукорежиссурой песен.

### Участие в шоу «X-Фактор»
В 2017 году группа приняла участие в кастинге шоу Х-фактор-8 с авторской песней «Свята». Тренером группы на проекте стал Андрей Данилко. По итогам зрительского голосования музыканты «KAZKA» покинули шоу в 5 эфире. Сразу после проекта группа презентовала второй сингл «Дива», который в день премьеры занял первую строчку в топ-чарте iTunes.
В конце года группа была признана «Лучшим дебютом года» по версии онлайн-журнала «Karabas Live».
В начале 2018 года в группе присоединился Дмитрий Мазуряк, который играет более чем на тридцати духовых инструментах. 16 января 2018 года стало известно, что группа примет участие в национальном отборе на шестьдесят третий песенный конкурс «Евровидение». По результатам жеребьевки, 10 февраля группа выступила в первом полуфинале национального отбора с песней «Дива». «KAZKA» заняла шестое место.

### Дебютный альбом «KARMA»

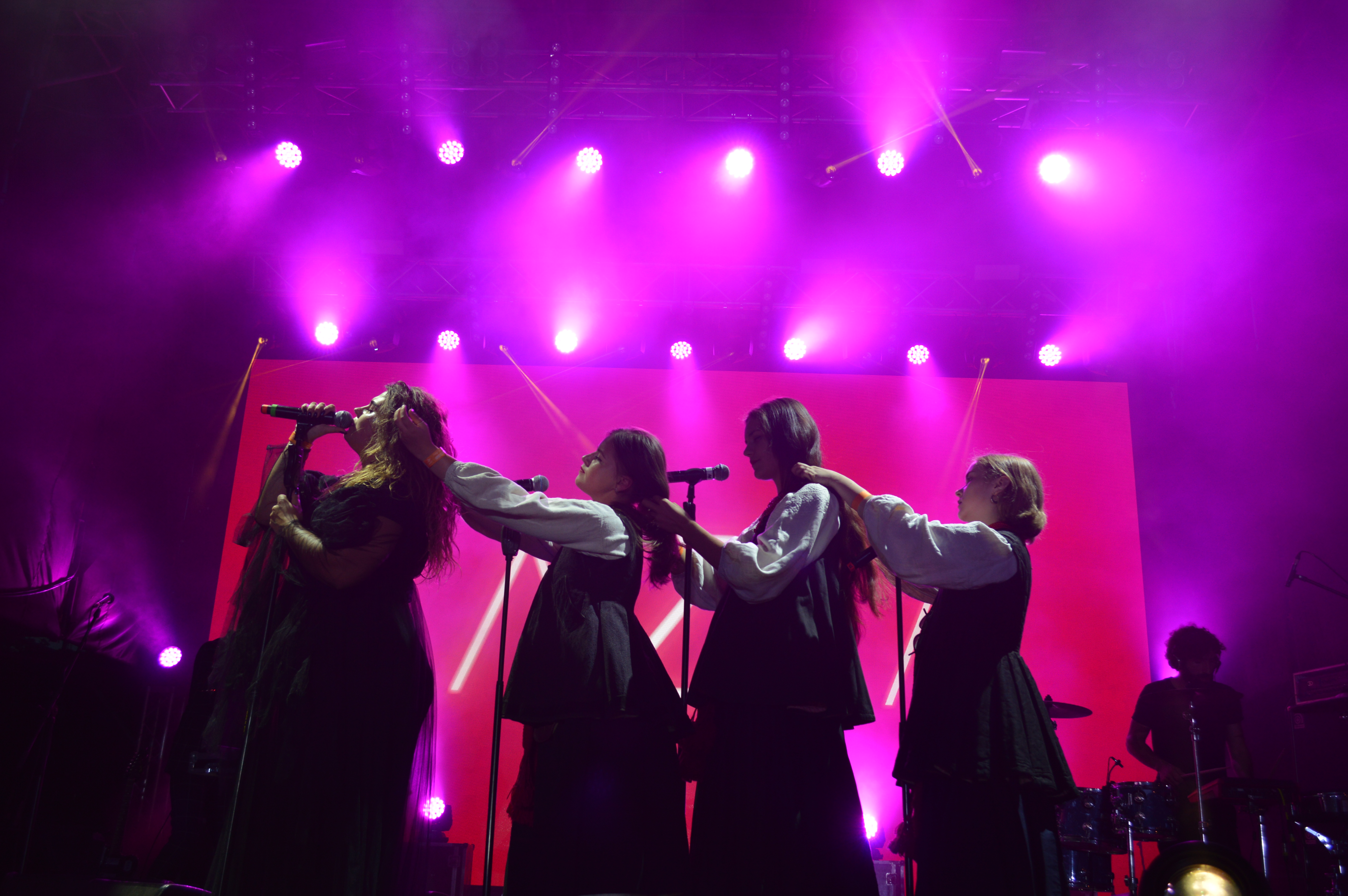
KAZKA на фестивале MRPL City 2018

27 апреля 2018 года на цифровых площадках состоялся релиз дебютного альбома группы под названием «KARMA». В альбоме вошло десять песен: три уже известных — «Свята», «Дива», «Сама», перепев песни «Мовчати» группы «Скрябин» и Ирины Билык и шесть новых композиций. Вживую группа презентовала альбом 1 июня на первом сольном концерте в киевском клубе Atlas. Сингл «Дива» был признан «лучшей песней поп-группы», а сама группа — «лучшим дебютом» по версии радиостанции Страна ФМ. Впервые украиноязычная группа попала в один из самых престижных мировых чартов ТОП 10 Global Shazam. KAZKA стала абсолютным рекордсменом среди украинских артистов по количеству просмотров и попала в ТОП 100 лучших клипов на YouTube.
Летом 2018 года «KAZKA» приняли участие в фестивалях «BeLive» (Киев) и «Импульс» (Харьков).
Осенью группа начала «KARMAтур» по Украине в поддержку одноимённого альбома, где к ним присоединились барабанщик Евгений Костиц и трио хористок Василиса Ткачук, Дарья Салий и Ярина Сизык.

### Альбом «NIRVANA» и тур
27 декабря 2019 года на цифровых площадках состоялся релиз второго альбома группы под названием «NIRVANA». В альбом вошли 10 песен, четыре из которых уже были представлены ранее в качестве синглов.
24 декабря 2019 года состоялась премьера первого видеоклипа на трек «Палала», клип снял Алан Бадоев.
6 февраля 2020 года состоялась премьера второго видеоклипа на песню «Літаки» выступил Станислав Тиунов к саундтреку «Свидание в Вегасе».
4 марта начался тур альбома «Nirvana» в Дворце спорта.
13 августа состоялась третьего видеоклипа на песню «Пісня сміливих дівчат», клип снимался в Дубае, режиссёром выступила Саванна Сетен.
22 октября состоялась премьера четвёртого видеоклипа на песню «Мало» (режиссёр — Игорь Стеколенко).

### Альбом «SVIT» и тур
6 января 2020 года вышел первый клип на песню «Різдвяна», музыку к которому написали Константин Меладзе и Сергей Ермолаев, режиссёром клипа выступила Мария Коростелёва.

### «Плакала»
Успех группе принесла песня «Плакала», побившая сразу несколько рекордов среди композиций на территории СНГ. KAZKA стала первой группой на территории СНГ, занявшей восьмое место во всех категориях и третье место в категории «поп» в мире в одном из самых престижных мировых чартов ТОП 10 Global Shazam. KAZKA стала абсолютным рекордсменом среди украинских артистов по количеству просмотров и попала в ТОП 100 лучших клипов на YouTube. Клип на песню «Плакала» стал первым украиноязычным видео, собравшим более 400 миллионов просмотров на YouTube. В данный момент[когда?] видеоклип посмотрели более 400 млн раз, таким образом он стал самым просматриваемый в Украине в 2018 году. С песней «Плакала» KAZKA получила статуэтку за «Хит года» по версии M1 Music Awards и отметились в рейтинге самых популярных треков Украины по версии Apple Music. Песня возглавила музыкальные рейтинги в десятке стран, среди которых Украина, Латвия, Болгария, Армения, Казахстан, Узбекистан, Беларусь, Россия, Колумбия и тд.
Борис Барабанов, подводя итоги 2018 года, назвал песню «Плакала» в числе 16 лучших треков прошедшего года. Он отметил что песня стала наиболее востребованной песней на российских радиостанциях, и что это первая за много лет украиноязычная композиция, попавшая на вершину российских хит-парадов.

### Отбор на «Евровидение-2018»
10 февраля 2018 года группа «KAZKA» приняла участие в национальном отборе на «Евровидение-2018» с синглом «Дива».

### Отбор на «Евровидение-2019»

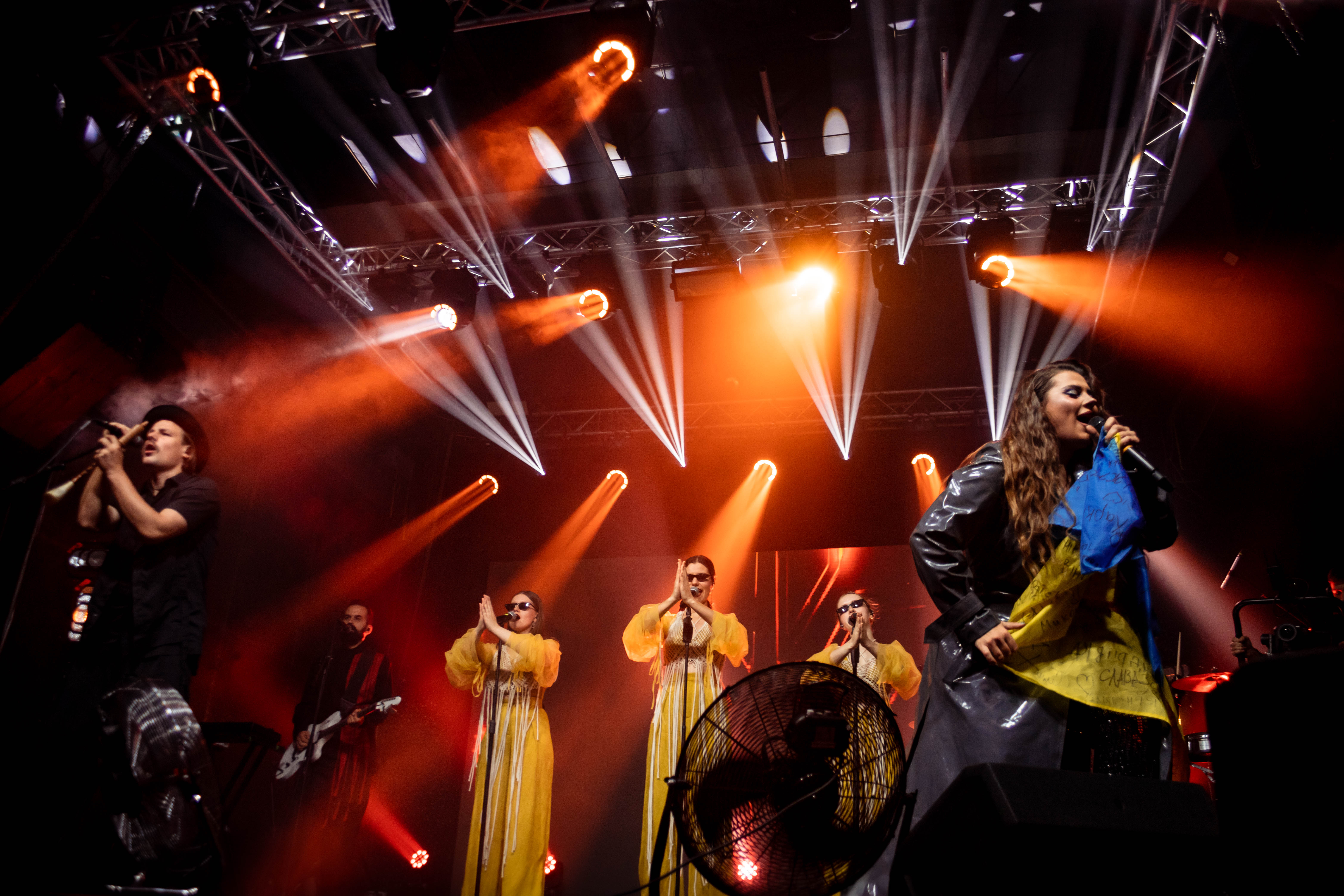
KAZKA Ukrsongproject 2022 Gdansk

16 февраля 2019 года группа «KAZKA» приняла участие в национальном отборе на «Евровидение-2019» с первым англоязычным синглом «Apart» и заняла в финале отбора третье место. После отказа коллективов, занявших первое и второе места, группа получила приглашение представлять Украину на «Евровидение-2019», но отклонила его.
4 марта 2020 года состоялся первый большой сольный концерт группы в «Киевском Дворце спорта».
8 июля 2021 года группа выступила с сольным концертом на музыкальном фестивале «Atlas weekend».

## KARMAтур
В рамках первой всеукраинской части тура в 2018 году группа посетила около 20 городов.
В начале марта 2019 KAZKA отправилась в европейскую часть тура в поддержку дебютного альбома, в которой посетила тринадцать городов Европы, в частности Лиссабона, Гаагу, Варшаву, Тель-Авива и другие.
В том же месяце вышла песня «Bedingungslos», которую группа записала совместно с немецким рэпером Tua для его одноимённого альбома.
В начале июня состоялась финальная часть тура, в котором «KAZKA» посетила шесть городов Северной Америки, среди которых — Вашингтон, Нью-Йорк, Чикаго, Торонто и др.

### KAZKA: Тайны чарголоса
1. Магічний праліс (укр. Магический пралес) (Эпизод 1)
2. Час змін (укр. Время перемен) (Эпизод 2)
3. Велике місто (укр. Большой город) (Эпизод 3)

## Состав группы
- Александра Зарицкая — вокал (2017—настоящее время)[38]
- Никита Будаш — клавишные, гитара (2017—настоящее время)
- Дмитрий Мазуряк — духовые (2018—настоящее время)

## Дискография

### Студийные альбомы
| Название | Информация                                                                     | Примечание           |
| -------- | ------------------------------------------------------------------------------ | -------------------- |
| KARMA    | - Релиз: 27 апреля 2018 - Лейбл: mamamusic - Формат: CD, цифровая дистрибуция  | - Трек-лист (ссылка) |
| NIRVANA  | - Релиз: 27 декабря 2019 - Лейбл: mamamusic - Формат: CD, цифровая дистрибуция | - Трек-лист (ссылка) |
| SVIT     | - Релиз: 5 ноября 2021 - Лейбл: mamamusic - Формат: цифровая дистрибуция       | - Трек-лист (ссылка) |

### Микстейпы
| Название             | Информация                                                               | Примечание |
| -------------------- | ------------------------------------------------------------------------ | --- |
| Поруч (Remixes) — EP | - Релиз: 20 марта 2021 - Лейбл: mamamusic - Формат: Цифровая дистрибуция | \| № \| Название \| Длительность \| \| -- \| ------------------------------------------------------------- \| ------------ \| \| 1. \| «Поруч (совм. с Alekseev)» (Sergio Kiss & Frooker Remix) \| 3:20 \| \| 2. \| «Поруч (совм. с Alekseev)» (The Faino & Aladdin Extended Mix) \| 4:04 \| \| 3. \| «Поруч (совм. с Alekseev)» (Bystrov Remix) \| 3:27 \| \| 4. \| «Поруч (совм. с Alekseev)» (Khanedanyan Remix) \| 4:38 \| |
| №                    | Название                                                                 | Длительность |
| 1.                   | «Поруч (совм. с Alekseev)» (Sergio Kiss & Frooker Remix)                 | 3:20 |
| 2.                   | «Поруч (совм. с Alekseev)» (The Faino & Aladdin Extended Mix)            | 4:04 |
| 3.                   | «Поруч (совм. с Alekseev)» (Bystrov Remix)                               | 3:27 |
| 4.                   | «Поруч (совм. с Alekseev)» (Khanedanyan Remix)                           | 4:38 |

### Сборники
| Название                  | Информация                                                                 | Примечание                                                              |
| ------------------------- | -------------------------------------------------------------------------- | ----------------------------------------------------------------------- |
| Свята (The Best of KAZKA) | - Релиз: 23 декабря 2022 - Лейбл: mamamusic - Формат: Цифровая дистрибуция | \| № \| Название \| Длительность \| \| - \| -------- \| ------------ \| |
| №                         | Название                                                                   | Длительность                                                            |

### Синглы
- 2017 — «Свята[39]»
- 2017 — «Дива[40]»
- 2018 — «Сама[41]»
- 2018 — «Плакала[42]»
- 2018 — «Cry[43]»
- 2019 — «Apart[44]»
- 2019 — «Пісня сміливих дівчат[45]»
- 2019 — «Палала[46]»
- 2019 — «Nobody Like You[47]»
- 2019 — «Твоєї крові[48]»
- 2019 — «Колишні[49]»
- 2019 — «Грай[50]»
- 2019 — «Літаки[51]»
- 2019 — «Мало[52]»
- 2020 — «Різдвяна[53]»
- 2021 — «М’ята[54]»
- 2021 — «Красива серцем [OST „Моя улюблена Страшко“][55]»
- 2021 — «Цілувати тебе [OST „Моя улюблена Страшко“][56]»
- 2022 — «I am not ok[57]»
- 2023 — «Пливе кача [ДНК][58]»
- 2023 — «Без кохання[59]»
- 2024 — «Тону»
- 2024 — «Мушлi»

### Коллаборации
- 2017 — KAZKA — «Свята[60]» [DJ Lutique Remix]
- 2017 — KAZKA — «Свята[61]» [The Faino Remix]
- 2018 — KAZKA — «Свята[62]» [I Wannabe Remix]
- 2018 — KAZKA — «Плакала[63]» [Pasha Trimbeater Remix]
- 2019 — Tua feat. KAZKA — «Bedingungslos[64]»
- 2019 — KAZKA — «Плакала[65]» [R3HAB Remix]
- 2019 — KAZKA — «Плакала[66]» [The Faino Remix]
- 2019 — KAZKA — «Cry[67]» [R3HAB Remix]
- 2019 — KAZKA — «Пісня сміливих дівчат[68]» [Pasha Trimbeater Remix]
- 2019 — KAZKA — «Плакала[69]» [C-Snake & Daniel M Remix]
- 2020 — KADEBOSTANY feat. KAZKA — «Baby I’m Ok[70]»
- 2020 — KAZKA — «Плакала[71]» [Santelesamisok Remix]
- 2020 — KAZKA feat. Runstar — «Острів[72]» [Sounds of Chernobyl]
- 2020 — KAZKA feat. Alekseev — «Поруч[73]»
- 2021 — KAZKA feat. Alekseev — «Till the End of Time[74]»
- 2021 — KAZKA feat. Тина Кароль — «Зірочка[75]»
- 2021 — KAZKA feat. ROXOLANA — «Не своя[76]»
- 2021 — KAZKA feat. Runstar — «Автовідповідач[77]»
- 2022 — KAZKA feat. Gogol Bordelo — «Take only what you can carry (English/Ukrainian Version)[78]»
- 2022 — KAZKA feat. Evgeny Khmara — «Свята [Piano Acoustic][79]»
- 2023 — KAZKA feat. Damien Escobar — «Солодкi»
- 2024 — KAZKA feat. ROXOLANA — «Виноград»
- 2024 — KAZKA feat. ENLEO — «У Київ» (DJO Cover)
- 2024 — KAZKA feat. Tricky Nicki — «Не та любов»

## Видеоклипы
| Год  | Клип                                                                                   | Режиссёр          | Альбом                               |
| ---- | -------------------------------------------------------------------------------------- | ----------------- | ------------------------------------ |
| 2017 | «Свята»                                                                                | Сергей Ткаченко   | «KARMA»                              |
| 2018 | «Дива»                                                                                 | Сергей Ткаченко   | «KARMA»                              |
| 2018 | «Плакала»                                                                              | Екатерина Царик   | «KARMA»                              |
| 2018 | «Cry» (English Version)                                                                | Екатерина Царик   | без альбома                          |
| 2019 | «Палала»                                                                               | Алан Бадоев       | «NIRVANA»                            |
| 2019 | «Nobody like you»                                                                      | Алан Бадоев       | без альбома                          |
| 2020 | «Різдвяна»                                                                             | Мария Коростелёва | «SVIT»                               |
| 2020 | «Літаки»                                                                               | Станислав Тиунов  | «NIRVANA»                            |
| 2020 | «Baby I’m ok» (совместно с Kadebostany)                                                | Hasan Kuyucu      | «DRAMA» (альбом Kadebostany)         |
| 2020 | «Пісня сміливих дівчат»                                                                | Саванна Сетен     | «NIRVANA»                            |
| 2020 | «Мало»                                                                                 | Игорь Стеколенко  | «NIRVANA»                            |
| 2020 | «Острів» (совместно с Runstar)                                                         | Мария Коростелёва | «Sounds of Chernobyl»/«SVIT»         |
| 2021 | «М’ята»                                                                                | Сергей Ткаченко   | «SVIT»                               |
| 2021 | «Цілувати тебе»                                                                        | неизвестно        | «SVIT»                               |
| 2021 | «Не своя» (совместно с ROXOLANA)                                                       | Митти Мисюра      | «SVIT»/«Ukraine Is»                  |
| 2021 | «Автовідповідач» (совместно с Runstar)                                                 | Anton Shtuka      | «SVIT»                               |
| 2022 | «I am not ok»                                                                          | Сергей Ткаченко   | без альбома                          |
| 2022 | «Take only what you can carry» (Ukrainian/English Version) (совместно с Gogol Bordelo) | Сергей Ткаченко   | «SAWARDATINE» (альбом Gogol Bordelo) |

### Муд видео
| Год  | Mood Video                               | Режиссёр      | Альбом      |
| ---- | ---------------------------------------- | ------------- | ----------- |
| 2023 | «Без кохання»                            | HAWX          | без альбома |
| 2024 | «Солодкi» (совместно с Damien Escobar)   | Дмитрий Бурко | без альбома |
| 2024 | «Не та любов» (совместно с Tricky Nicki) | Слава Сердюк  | без альбома |
| 2024 | «Мушлi»                                  | Олег Панков   | без альбома |

## Награды и номинации
- 2017 — песня «Свята» вошла в топ-10 самых ротируемых песен по версии украинского сервиса FDR MEDIA, заняв 9 место. Также группа стала «Открытием года» по их версии[80];
- 2017 — «Лучший дебют года» по версии онлайн-журнала «Karabas Live»[15];
- 2017 — «Открытие года» по версии музыкальной премии YUNA[81];
- 2018 — «Краща пісня поп-гурту» («Свята») та «Кращий дебют» по мнению Країна ФМ;
- 2018 — «Нові імена» по мнению «Золота Жар-Птиця» (победа). Номинация «Прорив року»;
- 2018 — Песня «Плакала» впервые в истории украинской музыки попала в Топ-10 мирового хит-парада сервиса Shazam[82];
- 2018 — Песня «Плакала» названа «Хитом года» по версии M1 Music Awards;
- 2018 — «Прорыв года» по версии M1 Music Awards[83];
- 2019 — «Поп-группа года», «Песня года» и «Менеджмент года» по версии премии YUNA-2019[84].